# Годоберински језик
Годоберински језик (Gijbdilhi mitts, годоберинский язык, ღოდობერიული ენა, годоберийский язык, гъибдилIи мицци, Ɣibdiƛi micci) један је од језика који припада Аваро-адијској групи језика породице сјевероисточних кавкаских језика који говори Годоберинци у југозападном Дагестану, Русији. По подацима из 2010. године годоберинским језиком се служи око 130 људи. Постоји само два дијалекта, а то су Годобери и Зибирхали дијалекат, а главна разлика је у изговору. На основу рађеног пројекта „угрожени језици” годоберински језик се класификује као језик који је угрожен и пријети му изумирање, и то све на основу броја изворних корисника.

## Историја
Антрополошки развој Годоберинаца није познат. Међутим њихов језик је оно што разликује ову културну групу од других група у тој области. У поређењу са другим андијским језицима, годоберински језик се сматра најсличнијим језицима Чамалала и Ботлихца. Што се тиче рјечника примјетне су неке рјечи који долазе из аварског, турског и арапског језика. Након припајања Русији у 19. вијеку, а потом и владавине Совјетски Савеза у 20. вијеку, на језику Годоберинаца је снажан утицај оставио руски језик.

## Географска распрострањеност
Говорници матерњег (годоберинског језика) живе у два села Годобери ( село „Гјуду” у Годоберу) и Зибирхали (село „Шалу” у Годоберу). Ова села налазе се у сјеверозападним планинама на лијевој обали реке Анди-Којсу на југозападу Дагестана.

## Карактеристике
Годобери немају књижевни писани језик, али се одређени облик користи само у домовима Годоберинаца. У школама се дјеца подучавају на аварском и руском језику, а ово је утицајан фактор смрти за овај језик. Рођени говорници годоберинског језика користе аварски или руски као писани облик комуникације. Ова два језика се такође користе при разговору са људима из сусједних заједница.

## Правопис
Годоберински језик има пет самогласника: i, u, e, o, a.. Оно што је карактеристика за овај језик је постојање двогласних звукова, и то тако што два самогласника у једном слогу праве један звук, и то је карактеристично само за годоберински језик и ниједном другом дагестанском језику (примјер:c'ai 'fire').
|           | Почетни облик (Х!Х) | Почетни облик (ХЛ) | почетни/преференцијални/финални (ХХ) | финални (Х-Б) | Финални/преференцијални (ХЛ!) | Финални/преференцијални (ЛЛ) | Финални/преференцијални (ХХ!) | Финални/преференцијални (ЛЛ-Б) | Финални/преференцијални/почетни (ХХ-Б) |
| --------- | ------------------- | ------------------ | ------------------------------------ | ------------- | ----------------------------- | ---------------------------- | ----------------------------- | ------------------------------ | -------------------------------------- |
| Номинатив | gédu 'мачка'        | íča 'кобила'       | ímu 'отац'                           | qučá 'вуна'   | buRá 'бик'                    | haí 'око'                    | łerú 'перо'                   | set'íl 'прст'                  | ziní 'крава'                           |
| Генитив   | géduLi 'Мачка'      | íčLi 'кобила'      | imúLi 'отац'                         | qučiLí 'вуна' | buRáLi 'бик'                  | háiLi 'око'                  | łéruLi 'перо'                 | sét'ilaLi 'прст'               | zináLi 'крава'                         |
| Датив     | gédułi 'Мачка'      | íčałi 'кобила'     | ímułi 'отац'                         | qučiłí 'вуна' | buRałí 'бик'                  | haiłi 'око'                  | łérułli 'перо'                | sét'ilałi 'прст'               | zínałi 'крава'                         |
| Ергатив   | gédudi 'мачка'      | íčadi 'кобила'     | imudí 'отац'                         | qučidí 'вуна' | buRadí 'бик'                  | haidí 'око'                  | łérudi 'перо'                 | sét'iladi 'прст'               | zinadí 'крава'                         |

## Морфологија
Једнина ријечи подијељене су у три родне класе: мушки, женски и средњи род. Плуралне ријечи нису подељене у родне слојеве, али су подијељене као људска или предметна. Постоје две врсте придјева: примарни и учестални. Већина примарних придева не посједује овблике родних слојева. Четири типа учесталних имају слдеће облике: прошлост, садашњост, будућност и не-будући негативни облик. Нумерички систем се не разликује много од других језика.

## Азбука
| Аа   | Ãã   | Бб   | Вв   | Гг   | ГIгI | Гьгь | Гъгъ |
| Дд   | Ее   | Жж   | Зз   | Ии   | И̃и̃   | Йй   | Кк   |
| КIкI | Кькь | Къкъ | Лл   | ЛIлI | Лълъ | Мм   | Нн   |
| Оо   | Пп   | Рр   | Сс   | Тт   | ТIтI | Уу   | У̃у̃   |
| Фф   | Хх   | ХIхI | Хьхь | Хъхъ | Чч   | ЧIчI | Шш   |
| Щщ   | Ъъ   | ь    | Ээ   | Юю   | Яя   |      |      |